# Sara Panetoni
Sara Panetoni (Lugo, 6 maggio 2000) è una pallavolista italiana, libero dell'Adolfo Consolini.

## Carriera
Sara Panetoni inizia a giocare nel 2014 con il Teodora Casadio, formazione ravennate impegnata in Serie A2, fino ad approdare in Nazionale under 18 vincendo l'oro al Festival olimpico della gioventù europea 2017 e al successivo campionato mondiale 2017. Si laurea inoltre campionessa europea con l'under 19 aggiudicandosi il campionato europeo 2018, ricevendo all'interno della stessa competizione pure il premio individuale come migliore libero.
Dopo quattro annate passate a Ravenna, nella stagione 2018-19 debutta in Serie A1 unendosi al Club Italia. Con l'Italia under 20 vince la medaglia d'argento al campionato mondiale 2019.
Nella stagione 2020-21 si accasa al San Casciano; con la nazionale, nel 2022, vince la medaglia d'oro ai XIX Giochi del Mediterraneo. Per il campionato 2023-24 firma per la Megavolley, in quella 2024-25 è alla Cuneo Granda e in quella 2025-26 alla Adolfo Consolini, sempre in Serie A1.

## Palmarès

### Nazionale (competizioni minori)
- Festival olimpico della gioventù europea 2017
- Campionato mondiale under 18 2017
- Campionato europeo under 19 2018
- Campionato mondiale under 20 2019
- Giochi del Mediterraneo 2022

### Premi individuali
- 2018 - Campionato europeo under 19: Miglior libero